# Казимир Черновський
Казимир Черновський (1791, маєток Коритниця, Ігуменський повіт, Мінське воєводство, Річ Посполита — 8 листопада 1847, Сарапул) — білоруський винахідник, конструктор першого підводного човна.

## Юні роки
Народився в сім'ї поміщика. У дитинстві не мав великого інтересу до наук, але захоплювався читанням. Дуже рано одружився з Емілією, донькою заможного варшавського торговця. У шлюбі народився син, але сімейне життя не склалося і дружина поїхала жити до батька, залишивши чоловіка в маєтку. 
У віці 33 років в 1824 Казимир приїхав до Петербургу, де вступив на навчання до Медико-хірургічної академії . 
Революційні настрої, якими він відрізнявся з ранньої молодості, в студентському середовищі посилилися, але спілкування на теми, заборонені владою, було перерване доносом, в результаті якого Черновський в 1829 був ув'язнений за приналежність до революційного товариства. 

## Робота над проектом підводного човна
Бажаючи звільнитися з ув'язнення, Черновський написав лист Миколі I , в якому обіцяв за наявності коштів, людей та будівельних матеріалів за 40 днів побудувати підводний човен — корабель, якого в той час не було в жодній країні світу, не з дерева, як пропонували зарубіжні вчені, а з металу, причому він пропонував використовувати човен для лову перлів у Фінській затоці або, за умови оснащення її гарматами, для військових цілей. Лист потрапив на стіл імператора, який прочитав його, зацікавився і зажадав від Черновського спочатку представити проект судна. Той розумів, що довго імператор чекати не буде, тому вже через три тижні його робота «Опис підводних суден» була в імператорській канцелярії. «Опис ...» було відправлено на технічну експертизу генерал-майору шляхів сполучення Базену, який відповів на проект детальним аналізом всіх недоліків на 22-х сторінках . Він наголосив на відсутності оптичної труби, недоробки в конструкції вентиляційної системи, малий обсяг баластних цистерн і безліч інших моментів. Базен також звернув увагу на необхідність залучення до робіт досвідчених фахівців, підозрюючи, що автор проекту — дилетант, який якщо і мав якісь інженерні знання, то все ж демонстрував значні прогалини в технічній освіті. При цьому загальна ідея була прийнята, і рекомендувалося продовжити роботу з Черновським у даному напрямку. 
Однак, незважаючи на оптимістичний висновок Базена, Черновського помилково перевели на більш суворі умови утримання у в'язниці — туди, де він не міг отримувати навіть ручку і папір. У розпачі він намагався покінчити життя самогубством, але був вчасно зупинений наглядачами. 
Черновський намагався працювати над своїм проектом у в'язниці, з великими труднощами домігшись права на письмове приладдя, але тільки у 1832 Базен отримав новий проект на 62 сторінках. Проект був детально розглянутий, але на цей раз висновок був не таким оптимістичним: «Проект служить новим доказом того, що уява, не керована грунтовними знаннями в науках, не в змозі породити корисного винаходу». 
У 1834 Черновський був випущений із в'язниці, але засланий до Архангельська. Там винахідник працював у губернському управлінні, одночасно займаючись підготовкою повстання. Він встановлював зв'язки із засланцями і моряками, плануючи до початку навігаційного сезону захопити 2 військові кораблі, фрегат, кілька рибальських шхун, провіант, зброю, а також кілька коней. Після чергового доносу Черновський опинився в центрі уваги слідчих, які з'ясували, що він встиг привернути на свою сторону більше 800 чоловік, причому з усіма Черновський спілкувався особисто. 
За підготовку цього повстання Черновський в 1839 був засланий в Сарапул, де і помер через 7 років. 

## Конструкція човна Черновского
Досі не встановлено, як без складних інструментів, книг і довідників Черновський зміг за три тижні створити об'ємний і цілком науково аргументований опис першого в Російській імперії проєкту підводного човна. Він передбачив практично все — і систему переміщення під водою, і балони з киснем, і спеціальні міни з хімічним запалом для озброєння підводного човна, і амортизатор для донних занурень, і навіть скафандр. Вперше у світовій практиці Казимир Черновський обґрунтував необхідність використання для будівництва підводного човна металу і надання кораблю обтічної циліндричної форми  . 
Основою човна повинен був, за його проектом, стати металевий циліндричний корпус із загостреним носом і пласкою, немов обрубаною кормою довжиною 10 і діаметром 3 метри. Зсередини човен пропонувалося обтягнути шкірою для теплоізоляції.  
Рухатися він повинен був за рахунок семи пар весел, які ставилися на спеціальні кронштейни і при необхідності легко прибиралися всередину або ж, навпаки, висувалися через шкіряні манжети. Для маневрування під водою планувалося використовувати 4 весла, які висувалися з корми, — тому її і довелося робити пласкою. Занурення передбачалося здійснювати за рахунок наповнення водою шкіряних резервуарів у кількості 28-ми; для спливання баласт з них повинен був видавлюватися за допомогою важелів, саме ж спливання повинно було здійснюватися завдяки новаторській висувній рубці з ілюмінаторами: при її висуванні внутрішній обсяг субмарини збільшувався, і за рахунок цього вона спливала. 
Головна його знахідка полягала у міні, яку можна було встановлювати з-під води на дно корпусу корабля противника. Черновський винайшов і власний детонатор до цієї міни, причому принцип його використовується і понині, тільки замість квасців, запропонованих ним, користуються шматочком цукру. 

## Значення
Черновский одним із перших запропонував побудувати корабель циліндричної форми, з металевим корпусом, забезпечений рухомим перископом. Існує думка, що російський генерал Шильдер, який побудував у 1834 перший металевий підводний човен, був знайомий із проектом Черновського і запозичив у нього деякі технічні ідеї. 